# Гитанас Науседа
Гитанас Науседа (Клајпеда, 19. мај 1964) јесте литвански економиста, политичар и банкар. Радио је као директор за монетарну политику у Литванској банци од 1996. до 2000. године и главни економиста и председавајући СЕБ банака од 2008. до 2018. године. Науседа тренутно обавља дужност председника Литваније.

## Детињство, младост и образовање
Од 1982. до 1987. године студирао је на Универзитету у Вилњусу,на Факултету за индустријску економију, а од 1987. до 1989. на Економском факултету. Од 1990. до 1992. године обављао је праксу на Универзитету у Манхајму у Немачкој, под стипендијом Немачке службе за размену академских грађана . Докторску тезу „Политика дохотка под инфлацијом и стагнацијом“ одбранио је 1993. године. Од 2009. године је ванредни професор на Пословној школи Универзитета у Вилњусу.

## Професионална и политичка каријера
Завршавајући студије, од 1992. до 1993. године радио је у Истраживачком институту за економију и приватизацију. Од 1993. до 1994. радио је у литванском Савету за конкуренцију као шеф одељења за финансијска тржишта. Од 1994. до 2000. године радио је у Банци Литваније, првобитно у одељењу за регулисање пословних банака, а касније као директор одељења за монетарну политику. Од 2000. до 2008. године био је главни економиста и саветник председника АД Вилњуске банке. Од 2008. до 2018. био је финансијски аналитичар, као и главни саветник, а касније и главни економиста председника СЕБ банака.
Године 2004. подржао је изборну кампању бившег литванског председника Валдаса Адамкуса.

## Председник (2019.-данас)
Науседа је 17. септембра 2018. године објавио кандидатуру за председничке изборе у Литванији 2019. године, на којима је победио у другом кругу 26. маја 2019. године. Свечано је инаугурисан 12. јула. 16. јула, 4 дана након његове инаугурације, посетио је Варшаву, Пољска, да би се састао са председником Анджејем Дудом у својој првој посети као председник. Током посете било је позива да он допринесе успостављању блискијих односа са овом државом. Потом је одбацио сваки покушај лидера Европске уније да санкционишу Пољску због њених поступака у вези са Врховним судом Пољске и остатком правосуђа ове земље. Науседа је понудио кандидатуру вршиоцу дужности премијера Саулиусу Сквернелису да настави да обавља ову дужност 18. јула. У првих месец дана на функцији, Науседа се сматрао политичаром са највише поверења у Литванији према анкетама које је спровела Литванске националне радиотелевизије (ЛРТ). Током састанка у Берлину са немачком канцеларком Ангелом Меркел у августу, Науседа ју је позвао да одржи санкције против Русије. У интервјуу за ЛРТ 14. августа, поновио је досадашње ставове да би потенцијални састанак са руским председником Владимиром Путином био "бесмислен" због чињенице да Литванија види "праву опасност" и "ризик" по своју безбедност, с обзиром да се налази на граници са Русијом.
Дана 22. новембра, Науседа и Дуда, као и прва дама Пољске Агата Корнхаусер-Дуда учествовали су у државној сахрани заповедника и учесника Јануарског устанка у Вилњусу 1863–1864. Током посете Вилњусу, Дуда је истакао важност јединства земаља Централне Европе у одржању њихове независности.
У јануару 2020. Науседа се придружио Дуди повлачећи се са 5. светског форума о холокаусту, и критиковао је овај догађај због тога што је један од говорника био и руски председник Путин, који је и сам критиковао пољску историју током Другог светског рата учествујући у историјској ревизионистичкој кампањи.

### Међународна путовања као председник
| Датум                 | Земља                                                 | Град     | Разлог                                          |
| --------------------- | ----------------------------------------------------- | -------- | ----------------------------------------------- |
| 16. јул 2019          | Република Пољска                                      | Варшава  | Разговори са председником Анджејом Дудом        |
| 23. јул 2019          | Летонска Република                                    | Рига     | Разговори са председником Егилсом Левитсом      |
| 14–15. августа 2019   | Савезна Република Немачка                             | Берлин   | Разговори са канцеларком Немачке Ангелом Меркел |
| 20. август 2019       | Република Естонија                                    | Талин    | Разговори са председником Керсти Каљулаид       |
| 1. септембар 2019     | Република Пољска                                      | Варшава  | 80. годишњица септембарске кампање              |
| 4–5. септембра 2019   | Европска унија                                        | Брисел   | Европска конференција                           |
| 22–26. септембра 2019 | Организација уједињених нација                        | Њујорк   | Генерална скупштина Уједињених нација           |
| 17–18. октобра 2019   | Европска унија                                        | Брисел   | Европска конференција                           |
| 21–24. октобра 2019   | Јапан                                                 | Токио    | Устоличење јапанског цара Нарухита              |
| 5. новембар 2019      | Финска Република                                      | Хелсинки | Разговори са председником Саулијем Нинистеом    |
| 7. новембар 2019      | Град-држава Ватикан                                   | Ватикан  | Разговори са папом Фрањом                       |
| 7–8. новембра 2019    | Италијанска Република                                 | Рим      | Разговори са италијанским лидерима              |
| 3–4. децембра 2019    | Уједињено Краљевство Велике Британије и Северне Ирске | Лондон   | Погледајте Самит у Лондону 2019. године         |
| 20. јануар 2020       | Швајцарска Конфедерација                              | Давос    | Погледајте Светски економски форум              |

Науседа је дочекао много страних лидера и званичника у Литванији од када је преузео функцију, укључујући летонског председника Егилса Левитса, пољског председника Анджеја Дуду, украјинског председника Володимира Зеленског и канадског генералног гувернера Џули Пајет .

## Лични живот
Науседин отац, Антанас Науседа (1929– ), преживео је концентрациони логор Штутхоф . Године 1990. се оженио Дијаном Науседијен. Имају две ћерке. Поред свог матерњег литванског језика, Гитанас Науседа говори енглески, немачки и руски.

## Одликовања

### Национална одликовања
- Литванија: Медаља за заслуге Града Неринге (2016)
- Литванија: Велики мајстор и Велики крст са златним ланцима Ордена Витаутаса Великог (12. јул 2019)

## Почасни докторати
- Јапан: Универзитет Гифу (24. октобар 2019)